# Football Club Istres Ouest Provence 2011-2012
Questa voce raccoglie le informazioni riguardanti il Football Club Istres Ouest Provence nelle competizioni ufficiali della stagione 2011-2012. 

## Rosa
| N. |                    | Ruolo | Calciatore          |
| -- | ------------------ | ----- | ------------------- |
| 1  | Francia (bandiera) | P     | Jérôme Idir         |
| 2  | Francia (bandiera) | D     | Nadir Lamine        |
| 3  | Francia (bandiera) | D     | Nicolas Flégeau     |
| 5  | Francia (bandiera) | C     | Laurent Agouazi     |
| 6  | Mali (bandiera)    | D     | Éric Chelle         |
| 7  | Francia (bandiera) | C     | Julian Palmieri     |
| 8  | Senegal (bandiera) | C     | Ibrahima Ba         |
| 9  | Francia (bandiera) | A     | Dimitri Lesueur     |
| 10 | Marocco (bandiera) | C     | Driss Fettouhi      |
| 12 | Francia (bandiera) | A     | Nicolas de Préville |
| 14 | Francia (bandiera) | D     | Amor Kehiha         |
| 16 | Francia (bandiera) | P     | Michael Ménétrier   |

| N. |                     | Ruolo | Calciatore            |
| -- | ------------------- | ----- | --------------------- |
| 17 | Algeria (bandiera)  | A     | Nassim Akrour         |
| 18 | Francia (bandiera)  | C     | Maxime Tarasconi      |
| 19 | Francia (bandiera)  | C     | Riad Nouri            |
| 20 | Tunisia (bandiera)  | C     | Khaled Melliti        |
| 23 | Francia (bandiera)  | D     | Manuel Sène           |
| 24 | Algeria (bandiera)  | D     | Obaïda Guendouz       |
| 25 | Algeria (bandiera)  | A     | Sid Ali Yahia Chrif   |
| 26 | Francia (bandiera)  | A     | Jean Michel Orsattoni |
| 27 | Francia (bandiera)  | D     | Martial Robin         |
| 28 | Francia (bandiera)  | D     | Joris Sainati         |
| 29 | Francia (bandiera)  | D     | Fabien Barrillon      |
| 30 | Slovenia (bandiera) | P     | Denis Petrić          |